# Jacozinho
Givaldo Santos Vasconcelos também conhecido como Jacozinho, (Gararu, 2 de fevereiro de 1956), é um ex-futebolista brasileiro que atuava como ponta-esquerda e atacante. Destacou-se pelo CSA, na década de 1980.

## Biografia
Começou nas categorias de base do Vasco Esporte Clube de Aracaju, disputando seu primeiro jogo como profissional em 1976. No ano seguinte foi contratado pelo Club Sportivo Sergipe, pelo qual disputou o Campeonato Brasileiro de 1977.
Passou por diversos clubes ao longo da sua carreira, entre eles Jequié (BA), Galícia (BA), Lêonico (BA), Corinthians de Presidente Prudente (SP), ABC (RN), Baraúnas (RN), Rio Branco FC (AC), Nacional (AM), Santa Cruz (PE) e Ypiranga (PE), mas a fase de maior sucesso foi defendendo o CSA, pelo qual foi cinco vezes campeão alagoano e três vezes vice-campeão da Taça de Prata. Na época, o repórter Márcio Canuto, da Rede Globo, promoveu o jogador nacionalmente, com reportagens para o programa Globo Esporte em que pedia, em tom humorístico, a sua convocação para a Seleção Brasileira de futebol, então comandada por Evaristo de Macedo. O jornalista explorava ainda a origem humilde do ídolo da torcida, mostrando-o chegar aos treinos montado num jegue e comendo rapadura.
O auge da fama veio no amistoso que marcou a volta de Zico ao Flamengo. Canuto defendeu a participação do atacante no time dos Amigos de Zico, que enfrentaria o Flamengo no Maracanã no dia 12 de julho de 1985. Mesmo sem  ter sido convidado oficialmente, Jacozinho acabou ganhando um lugar no banco de reservas. Entrou no time no segundo tempo, no lugar de Paulo Roberto Falcão, e se consagrou ao receber um lançamento de Maradona, driblar o goleiro Cantareli e marcar o gol dos Amigos de Zico, que perderam o jogo por 3–1.
Depois de encerrar a carreira, foi vice-presidente da Associação de Garantias aos Atletas Profissionais (AGAP) do Espírito Santo e trabalhou para o senador Magno Malta, a quem processou depois por assédio moral. Jacozinho virou pastor evangélico.

## Títulos
CSA
- Campeonato Alagoano : 1980, 1981, 1982 e 1984

Santa Cruz
- Campeonato Pernambucano : 1986